# Butrus Butrus-Ghálí
Butrus Butrus-Ghálí (arabsky بطرس بطرس غالي‎, koptsky Ⲡⲉⲧⲣⲟⲥ Ⲡⲉⲧⲣⲟⲥ-Ⲅⲁⲗⲓ, 14. listopadu 1922 Káhira – 16. února 2016 Káhira) byl šestý generální tajemník OSN v letech 1992–1996. Vystudoval práva na pařížské univerzitě a má diplom také z káhirské univerzity, kde později (do roku 1977) přednášel mezinárodní právo a mezinárodní vztahy.

## Život a kariéra
Od roku 1977 do roku 1991 pracoval jako státní tajemník na egyptském ministerstvu zahraničních věcí, později byl několik měsíců zástupce ministra zahraničních věcí. V té době sehrál významnou roli v mírových vyjednáváních mezi egyptským prezidentem Anvarem as-Sádátem a izraelským předsedou vlády Menachem Beginem.
V roce 1992 byl zvolen do čela OSN. Na jeho působení ve funkci generálního tajemníka se nehledí jednoznačně. Byl kritizován za selhání OSN během genocidy ve Rwandě v roce 1994, kdy zemřelo nejméně 937 tisíc lidí. V červnu 1992 vyhlásil Agendu pro mír – jednání o preventivní diplomacii Peacekeeping.
V roce 1996 skončilo Butrus-Ghálímu první funkční období. Tři africké země v Radě bezpečnosti navrhly rezoluci, která by mu zajistila zvolení ještě na druhé funkční období. USA však tento návrh vetovaly. Byl tak jediným generálním tajemníkem OSN, který nebyl zvolen do úřadu pro své druhé funkční období.
Rozdílné názory na mezinárodní politiku, než prosazují USA, nezapřel Butrus-Ghálí ani později. V září 2004 označil v rozhovoru pro egyptskou televizi USA jako „totalitní režim“.

## Dílo
Butrus Butrus-Ghálí publikoval dva memoáry:
- Egypt's road to Jerusalem (1997), o mírovém vyjednávání mezi Egyptem a Izraelem
- Unvanquished: A U.S.-U.N. Saga (1999), o svém působení ve funkci generálního tajemníka OSN

## Vyznamenání
| Stát                    | Stuha                     | Název                                                  | Datum udělení   |
| ----------------------- | ------------------------- | ------------------------------------------------------ | --------------- |
| Argentina               |                           | Velkokříž Řádu osvoboditele generála San Martína       |                 |
| Belgie                  |                           | Velkokříž Řádu Leopolda                                |                 |
| Brazílie                |                           | Velkokříž Řádu Jižního kříže                           |                 |
| Dánsko                  |                           | Rytíř Řádu slona                                       |                 |
| Egypt                   |                           | Velkokříž s řetězem Řádu Nilu                          |                 |
| Egypt                   | Velkokříž Řádu republiky  |                                                        |                 |
| Egypt                   | Velkokříž Řádu za zásluhy |                                                        |                 |
| Ekvádor                 |                           | Velkokříž Národního řádu San Lorenzo                   |                 |
| Francie                 |                           | Velkokříž Řádu čestné legie                            | 26. října 1994  |
| Chile                   |                           | Velkokříž Řádu za zásluhy                              |                 |
| Itálie                  |                           | Velkokříž s řetězem Řádu zásluh o Italskou republiku   | 31. května 1982 |
| Japonsko                |                           | Velkokříž Řádu chryzantémy                             |                 |
| Jižní Korea             |                           | Velkokříž Velkého řádu Mugunghwa                       |                 |
| Kanada                  |                           | Společník Řádu Kanady                                  | 7. května 2004  |
| Kolumbie                |                           | Velkokříž Řádu Boyacá                                  |                 |
| Lucembursko             |                           | Velkokříž Řádu za zásluhy Lucemburského velkovévodství |                 |
| Mali                    |                           | Velkokříž Národního řádu Mali                          |                 |
| Mexiko                  |                           | Velkokříž Řádu aztéckého orla                          |                 |
| Německo                 |                           | Velkokříž Záslužného řádu Spolkové republiky Německo   |                 |
| Nepál                   |                           | Velkokomtur Řádu nepálské hvězdy                       |                 |
| Peru                    |                           | Velkokříž Řádu peruánského slunce                      |                 |
| Pobřeží slonoviny       |                           | Velkokříž Národního řádu Pobřeží slonoviny             |                 |
| Portugalsko             |                           | Velkokříž Řádu prince Jindřicha                        | 19. srpna 1983  |
| Rumunsko                |                           | Velkokříž Řádu rumunské hvězdy                         | 2000            |
| Řecko                   |                           | Velkokříž Řádu Spasitele                               |                 |
| Středoafrická republika |                           | Velkokříž Řádu středoafrického uznání                  |                 |
| Švédsko                 |                           | Komtur velkokříže Řádu polární hvězdy                  |                 |